# Camps Bay
Camps Bay est un faubourg de la ville du Cap en Afrique du Sud. Dominée par la chaîne montagneuse des « Douze Apôtres », Camps Bay est une banlieue aisée dont les plages de sable blanc sont bordées de palmiers. Sa vie nocturne attire un grand nombre de touristes sud-africains et étrangers.

## Démographie

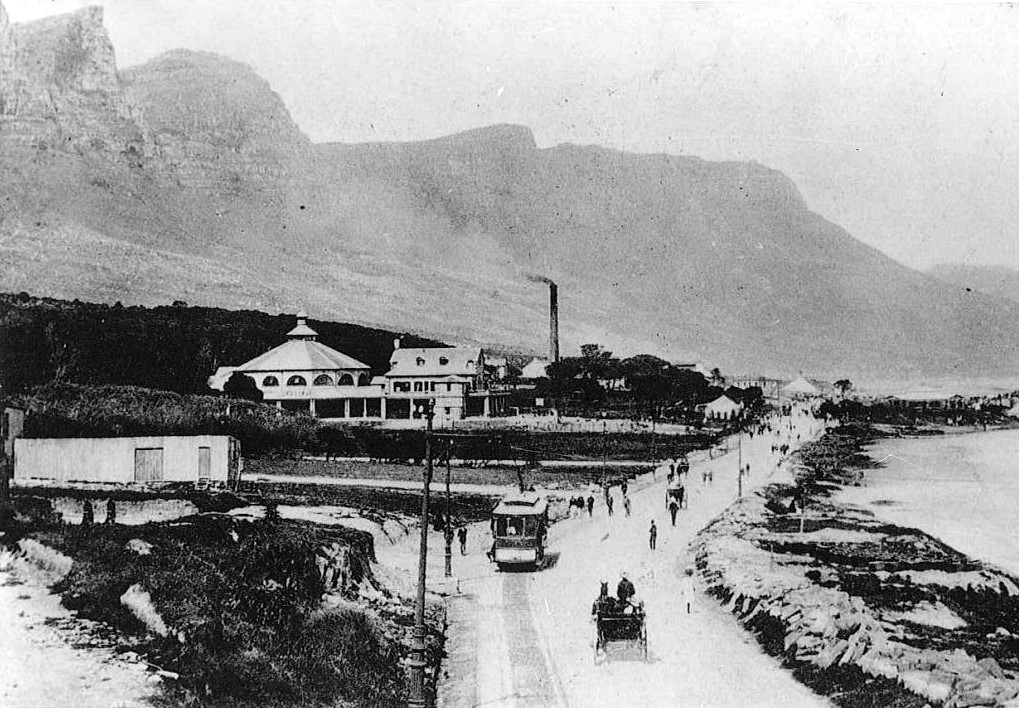
Victoria Road à Camps Bay vers 1903.

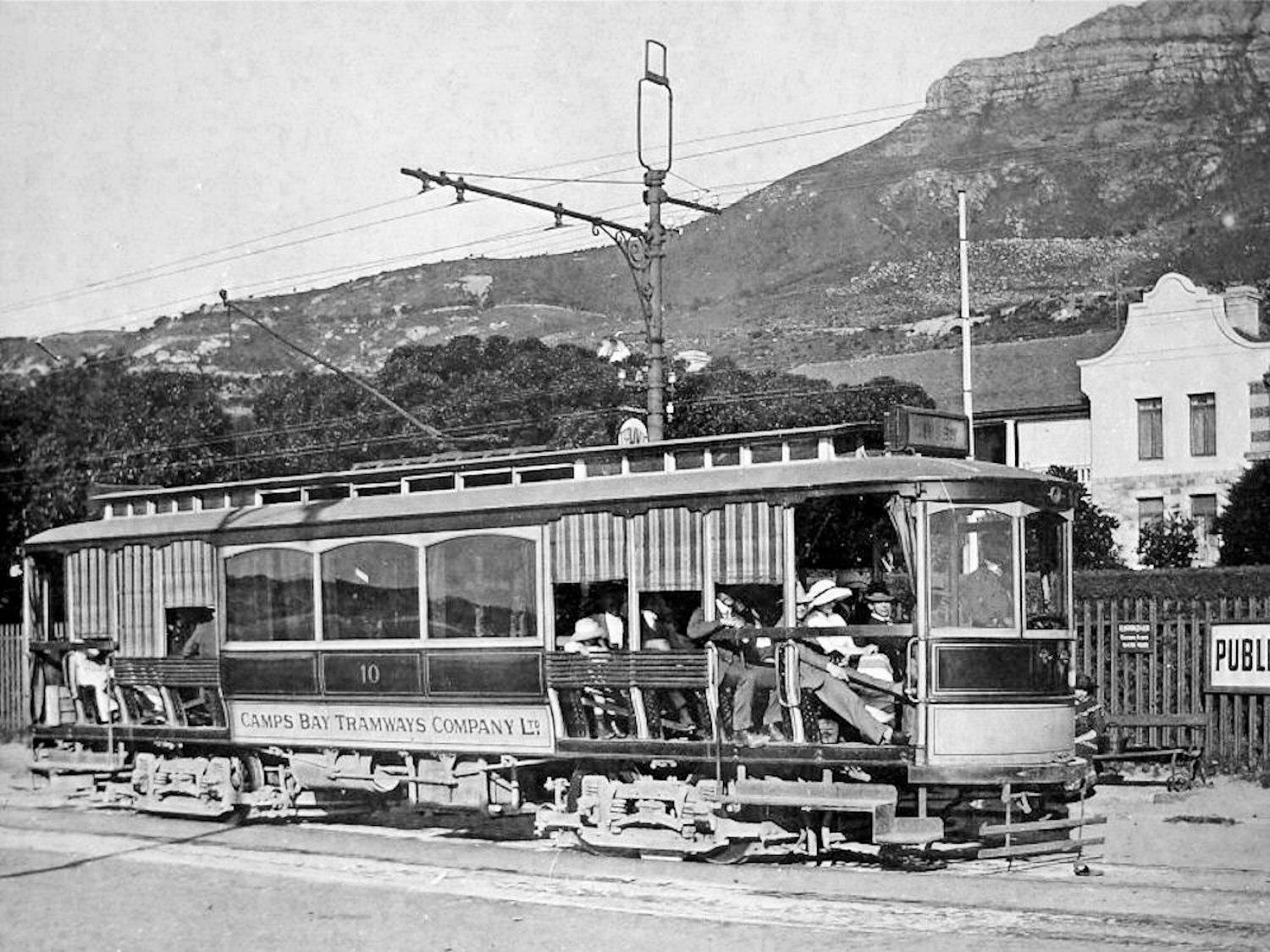
Le tram reliant Camps Bay au Cap vers 1912.

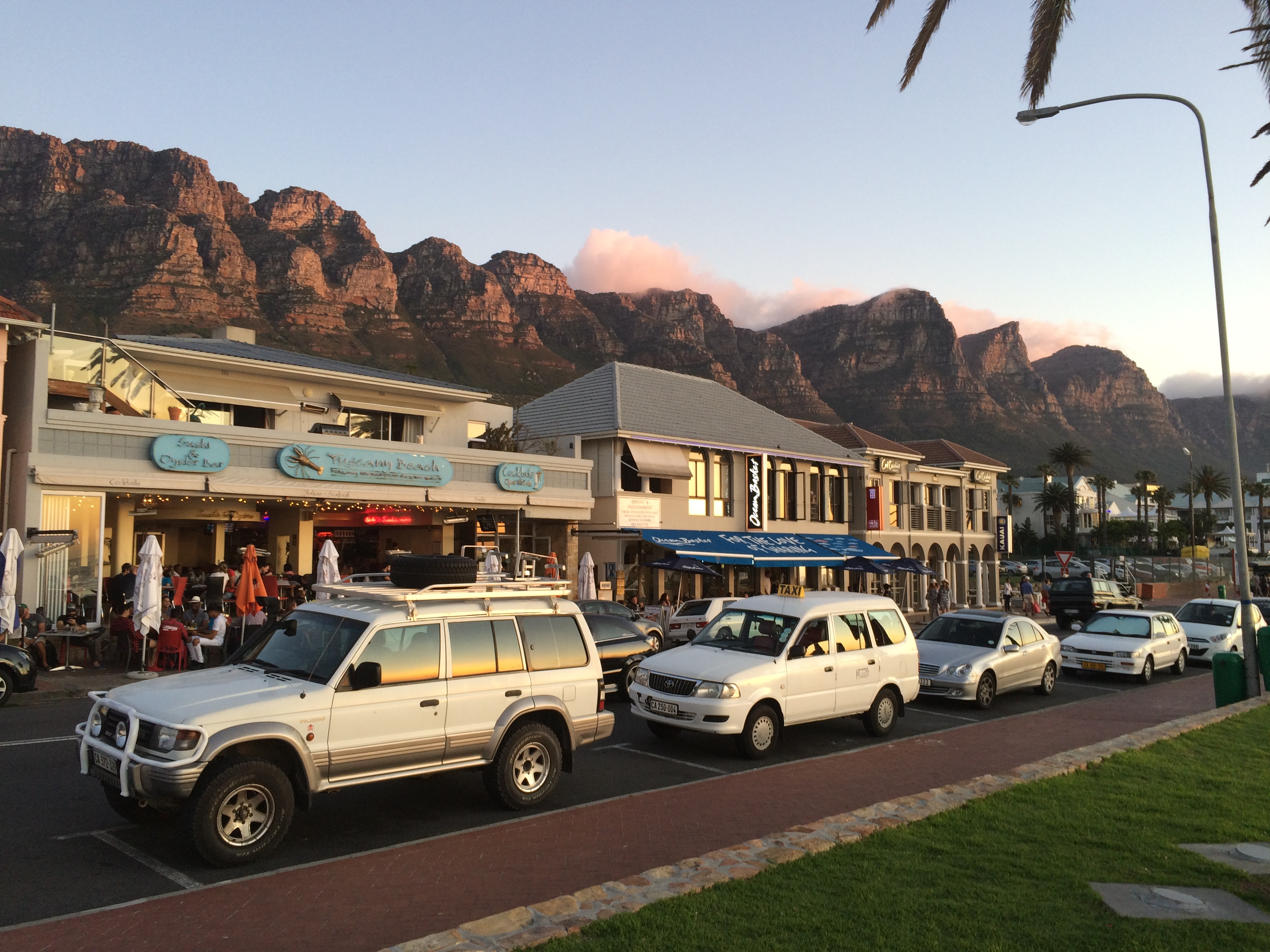
Les restaurants du front de mer sur Victoria Road en 2015 avec en arrière-plan une partie de la chaîne montagneuse des « Douze Apôtres ».

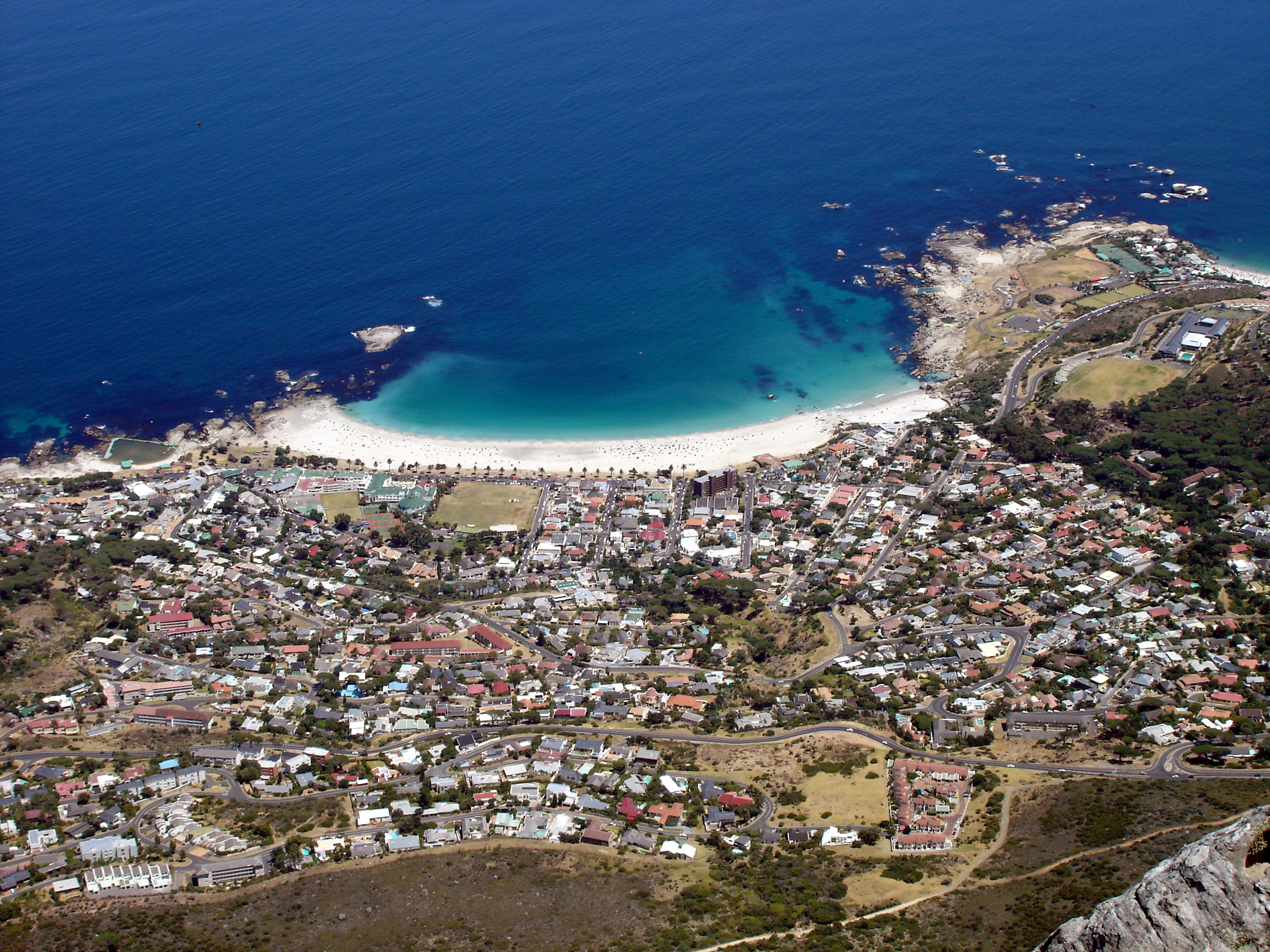
Camps Bay vue depuis la Montagne de la Table.

Le quartier comprend plus de 2 773 résidents, principalement issu de la communauté blanche (78,29 %). Les noirs représentent 13,49 % des habitants tandis que les coloureds, population majoritaire au Cap, représentent 5,12 % des résidents
Les habitants sont à 78,48 % de langue maternelle anglaise, à 9,44 % de langue maternelle afrikaans et à 2,10 % de langue maternelle xhosa.

## Histoire
Les premiers résidents de Camps Bay ont été les San (chasseurs-cueilleurs) et les Khoi. Lorsque Jan van Riebeeck établit un poste de ravitaillement dans la baie de la Table en 1652 pour le compte de la Compagnie néerlandaise des Indes orientales, l'arrière pays de Camps Bay est recouverte de forêts et son littoral parcouru par les lions, les léopards et par les antilopes. La région n'attire guère les fermiers et la baie n'est pas utilisable pour l'ancrage des bateaux. En concurrence avec les immigrants européens, c'est dans cette partie de la baie que les Khoi se retranchent dès 1657.
En 1713, la population Khoi est décimée par l'épidémie de rougeole et de variole qui ravage la péninsule. Les autorités coloniales confèrent alors plusieurs lopins de terres à Johan Lodewyk Wernich qui y construit sa ferme, Ravensteyn, le premier bâtiment. La veuve de son fils épouse en 1778 un marin nommé Fredrick Ernst von Kamptz qui devient alors le propriétaire de Ravensteyn et de son domaine foncier qui devient connu sous le nom de “Die Baai van von Kamptz” (la baie de Von Kamptz). En 1782[réf. souhaitée], la ferme et son domaine sont rachetés par le gouvernement qui installe à Camps Bay deux petites batteries de canons. 
Camps Bay demeure peu développé durant la majeure partie du XIXe siècle. En 1812, le gouvernement britannique y fait construire un camp d'isolement pour les patients atteints de variole. Lord Charles Somerset utilise la zone et l'ancienne ferme pour la chasse.
À la fin du XIXe siècle, Camps Bay devient un lieu de villégiature. Kloof Road (Lady Smiths Pass) est construite en 1848 et en 1884 Thomas Bain est chargé de construire une route reliant Sea Point à Camps Bay. Achevée en 1887, elle prend le nom de Victoria road pour honorer le jubilé de la Reine Victoria en 1888.

James Riddell Farquhar joue un rôle important dans le développement de la baie. L'idée de renommer Camps Bay et plusieurs hameaux et villages voisins sous le nom de « New Brighton », pour souligner leurs attractivités balnéaires, est finalement abandonnée car Camps Bay est estimé trop loin du Cap pour devenir une zone résidentielle. Pas même après la mise en service de tram en 1901 reliant Le Cap, Sea Point et Camps Bay.
En 1913, Camps Bay est incorporée dans la ville du Cap (City of Greater Cape Town) mais il s'agit alors surtout d'un quartier de loisir et non d'un quartier résidentiel. Camps Bay ne se développe qu'à partir des années 1930 sous l'impulsion de Isidore Cohen. Si le tram cesse son activité en 1930, des routes ont été construites et des terrains commercialisés.
Les plages de Camps Bays ont été parmi les premières à être dé-ségréguées.

## Politique

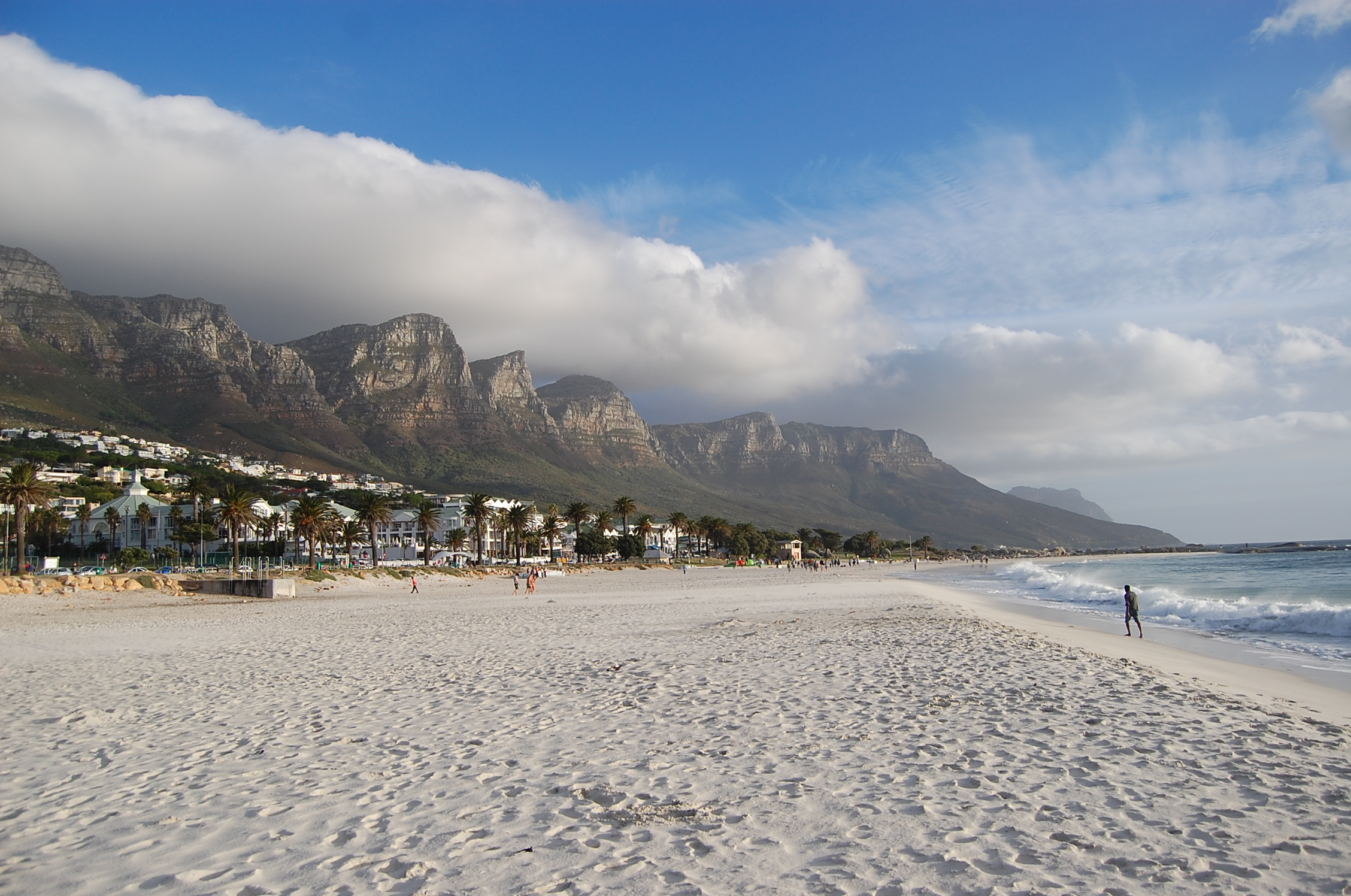
La plage de Camps Bay.

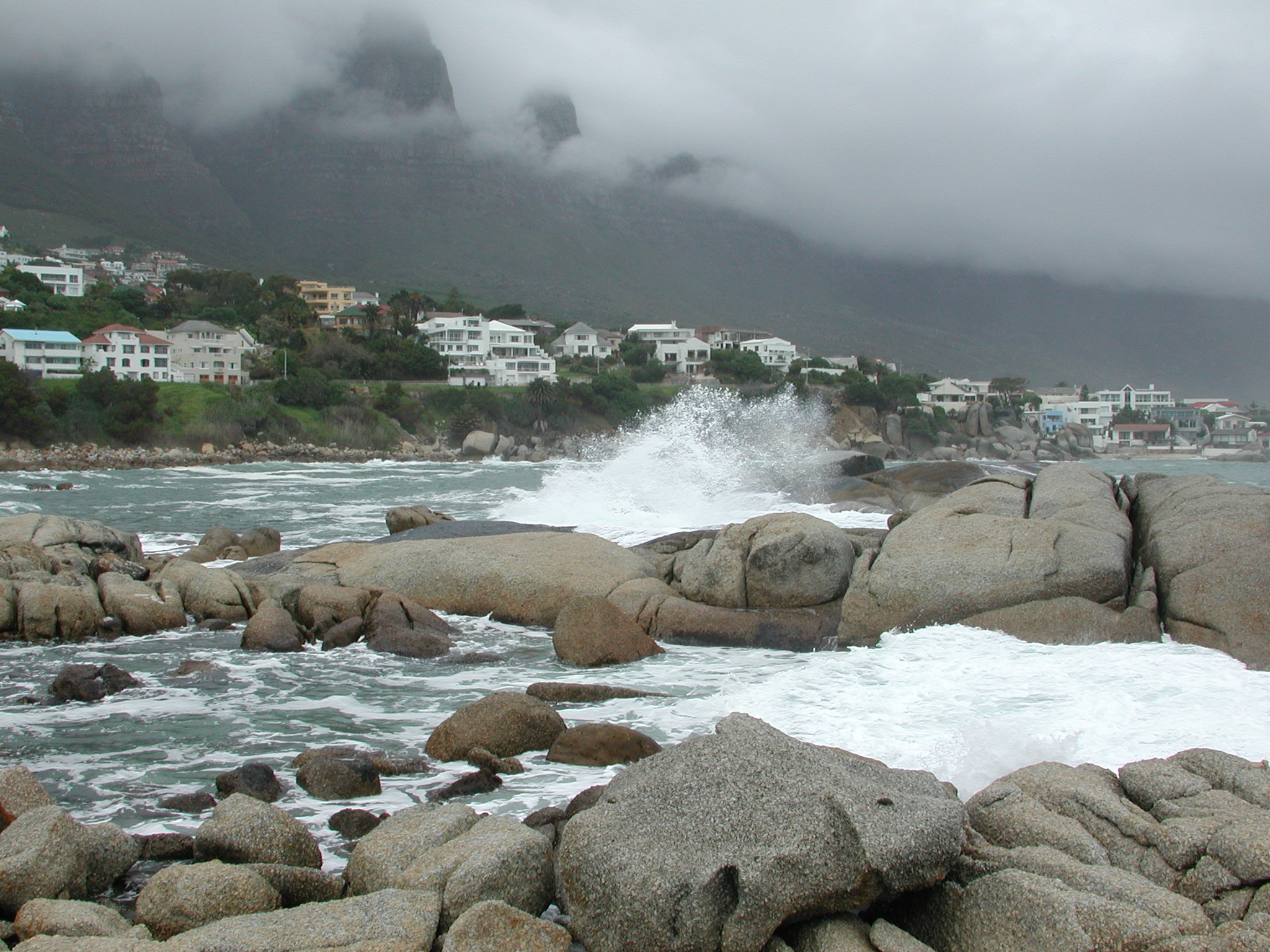
Camps Bay au printemps.

Camps Bay est un bastion politique de l'Alliance démocratique (DA) situé dans le 16e arrondissement (subcouncil) du Cap et dans le ward 54 au côté de Sea Point, Fresnaye, Bantry Bay, Robben Island, Signal Hill, Bakoven, Clifton, Three Anchor Bay (partiellement) et Oudekraal. Le conseiller municipal élu dans le ward est Shayne Ramsay (DA).

## Bâtiments et lieux historiques
- Round House (XIXe siècle)
- Bay Hotel (1904)
- War Memorial
- L'église réformée hollandaise (1929) de Van Kampz Street